# Nazareth (Heilig Landstichting)

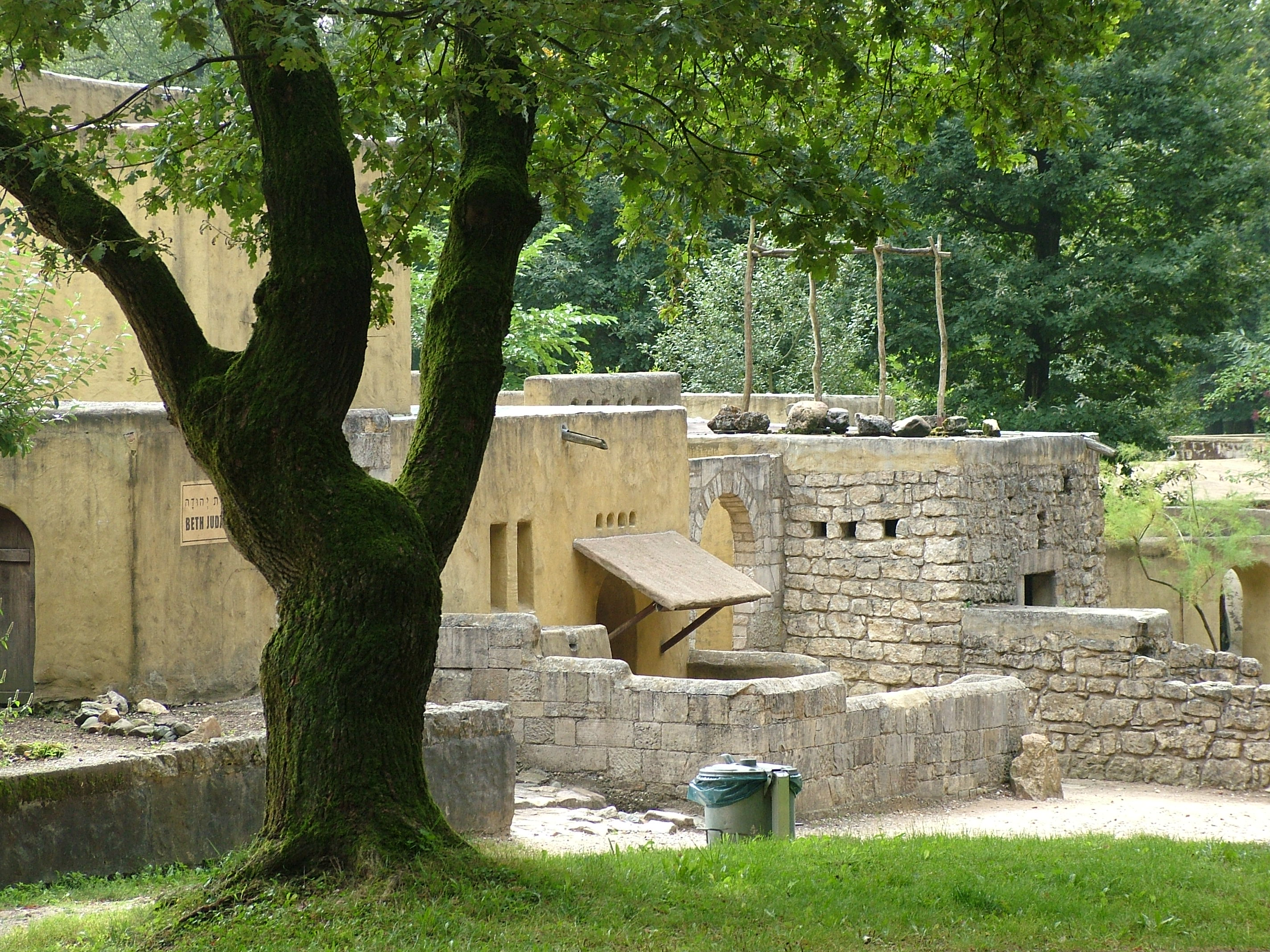
In den Niederlanden nachgebautes jordanisches Dorf El Hosson

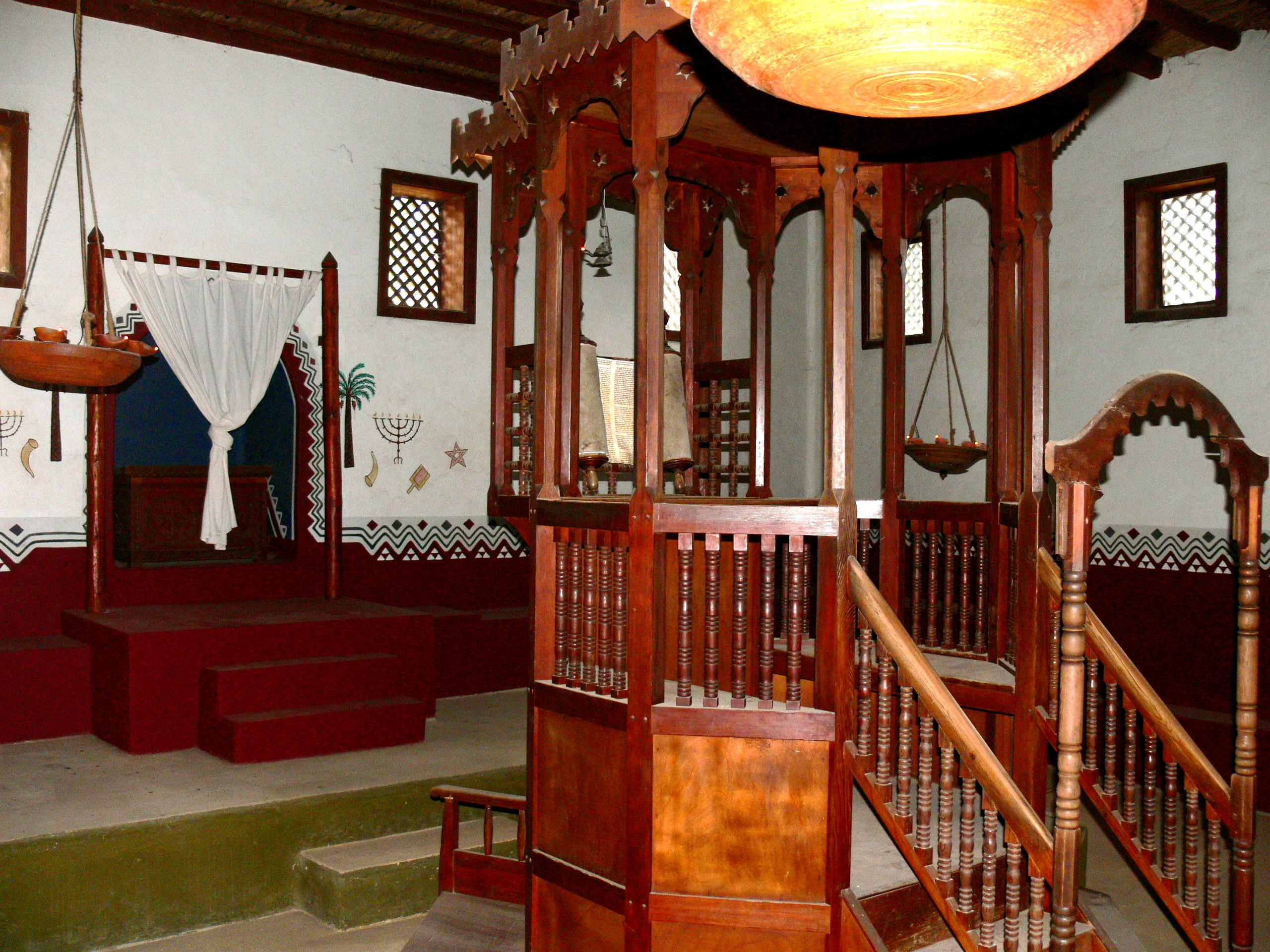
Innenraum der Synagoge

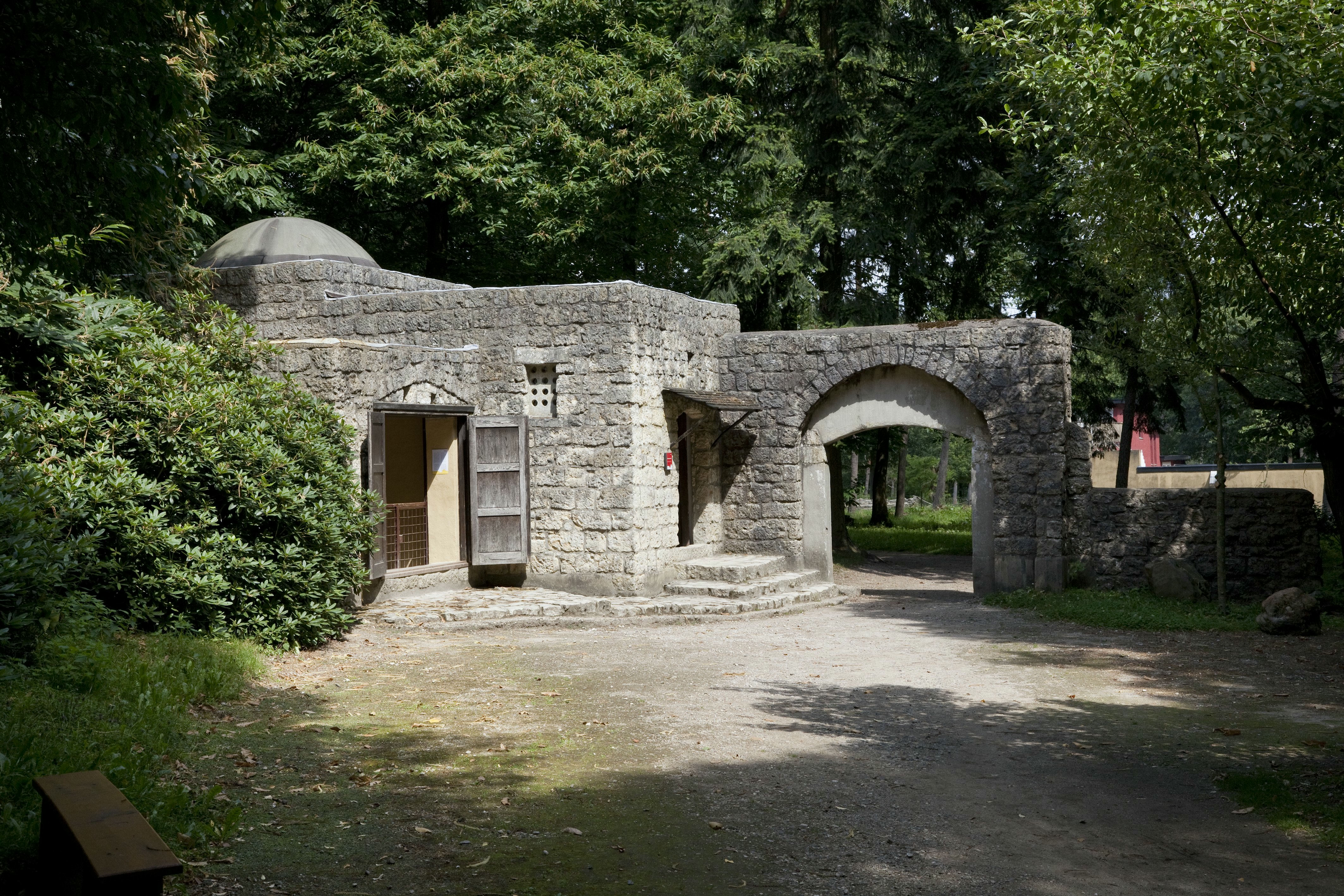
Wohnhaus von Maria und Josef, später Zollstelle

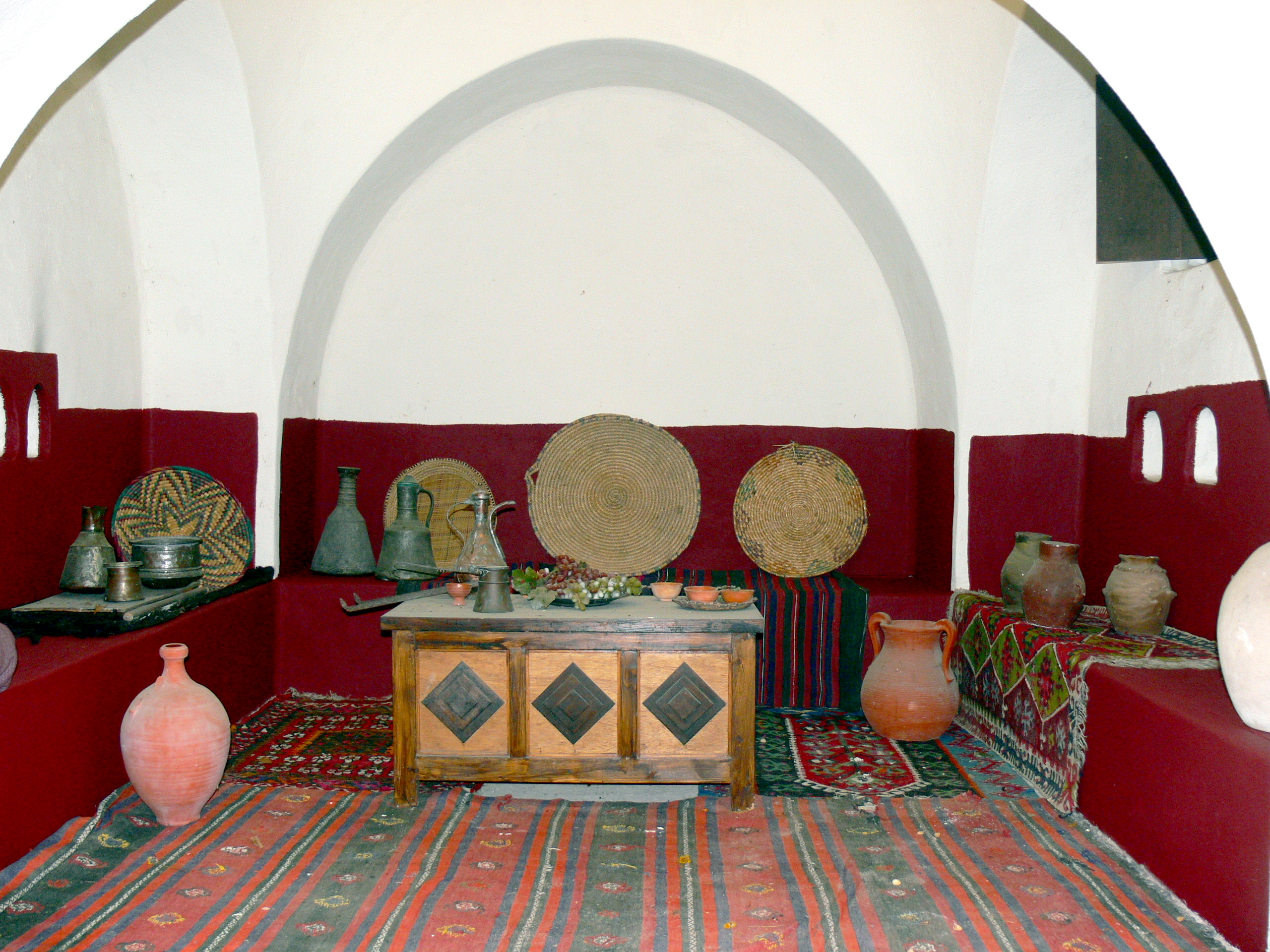
Wohnbereich im Haus des Zöllners

Das Museumsdorf Nazareth, auch unter dem Namen Beth Juda bekannt, ist ein Gebäudeensemble im Museumpark Orientalis (früher Heilig Landstichting) in der Gemeinde Berg en Dal in Gelderland. Es hat den Status eines Rijksmonument (Nr. 523611).

## Wohnhäuser
Das Museumsdorf stammt aus der gleichen Zeit wie Gustaf Dalmans Werk Arbeit und Sitte in Palästina und setzt auf seine Weise den gleichen Grundgedanken um: dass man das Neue Testament besser versteht, wenn man das traditionelle palästinensische Dorfleben studiert.
Der Künstler Piet Gerrits, der die Arbeiten leitete, hatte von 1906 bis 1907 selbst in dem Dorf El Hosson (im heutigen Jordanien) gewohnt. In den Jahren 1916 bis 1918 wurde El Hosson leicht verkleinert in der niederländischen Provinz Gelderland nachgebaut: Cluster von blockförmigen Häuschen, dazwischen enge getreppte Gassen. Mit Rücksicht auf das feuchte Klima hatte Gerrits Lehm als Baumaterial durch Mergelblöcke ersetzt. Die meisten Wandflächen und Hofmauern sind verputzt. Auf einem der Dächer sieht man eine Laubhütte. Die Wohnhäuser haben Holztüren, manche auch ein schlichtes Vordach. Die kleinen Fenster haben hölzerne Lattengitter. Vor dem Haus gibt es jeweils einen ummauerten kleinen Hof mit einem Backofen und einem Auffangbehälter für Regenwasser. Die Inneneinrichtung der Wohnhäuser ist praktisch überall die gleiche: ein rechteckiger Raum, der durch eine Anhebung des Fußbodens die Wohnfläche der Menschen (im hinteren Bereich) von der niedriger gelegenen Stallung für die Haustiere (vorne) unterscheidet. Das spärliche Mobiliar besteht aus Getreidekästen, Steinkrügen, Töpfen und Pfannen. Die Schlafmatten sind tagsüber auf Regalen verstaut.
Von den Betonfiguren, die ursprünglich das Dorf belebten, ist noch ein sitzender Bettler in palästinensischer Tracht auf dem Dorfplatz übriggeblieben. Er sitzt dort schon seit 1917.

## Synagoge
In den Jahren 1906 bis 1911 hatte Piet Gerrits eine kleine sefardische Synagoge vermessen, die aber erst 1935 im Museums-Nazareth aufgebaut werden konnte. Der Nachbau nimmt außerdem Anleihen bei den spätantiken Synagogen Galiläas.
Der Besucher tritt zunächst in einen ummauerten Vorhof. In der Mitte befindet sich ein Wasserbecken für Waschungen. Umlaufende Galerien spenden Schatten. Hier konnte zum Beispiel Unterricht erteilt werden.
Durch eine Doppeltür gelangt man in den überkuppelten Innenraum, dessen Zentrum von der hölzernen Bema eingenommen wird. An der Stirnseite gibt es eine Nische in der Wand für die Torarollen; davor hängt ein mit einem Knoten geraffter Vorhang. Beiderseits ist die Wand mit  jüdischen Ritualgegenständen bemalt. Damit ist der Toraschrein der Synagoge eine genaue Umsetzung von Motiven des Bodenmosaiks in der antiken Synagoge von Chammat Tiberias.

## Zöllnerwohnung
Die 1924 gebaute Zöllnerwohnung (auf L-förmigem Grundriss) repräsentierte ursprünglich das Elternhaus des Jesus von Nazareth, da der Ort seine Jugendjahre thematisiert, und war mit Zimmermannswerkzeug ausgestattet.
„Das Aufmaß gründet auf ein Wohnhaus, das großzügiger angelegt war als die Bauernhäuser im Dorf.“ Beim Nachbau wurde besonders viel Wert auf die richtige Wiedergabe von Baudetails bei Fenstern und Türen gelegt. Die Flachkuppel ist typisch für ältere Wohnhäuser in Palästina, allerdings erst seit dem Mittelalter belegt.
Der Wohnbereich zeigt den etwas gehobenen Lebensstandard in diesem Haus mit einigen Objekten, die zu diesem Zweck in Palästina erworben wurden. So ist der Boden mit Teppichen ausgelegt; eine Vorratstruhe ersetzt den Tisch. An den Wänden gibt es gemauerte Sitzbänke, und Nischen dienen zur Aufstellung von Öllämpchen.

## Würdigung
Mit der Aufnahme in die Liste nationaler Kulturgüter wurde herausgestellt, dass das Gebäudeensemble „Nazareth“ als Nachbau orientalischer Bauwerke von kultur- und architekturhistorischem Wert ist. Zudem füge sich das Dorf harmonisch in die umgebende Landschaft ein. Der religiöse Park (devotiepark) dokumentiert eine Strömung des Katholizismus im frühen 20. Jahrhundert, der Pilgerreisen ins Heilige Land für religiös bedeutsam hielt und mit „Nazareth“ den Menschen, die dazu nicht die Mittel hatten, einen Ersatz bot.